# Nueva Esperanza (El Salvador)
Nueva Esperanza es una comunidad campesina ubicada en el municipio de Jiquilisco, en la zona del Bajo Lempa (Usulután, El Salvador) constituida en 1991 a partir de unos 400 repatriados.
En la actualidad cuenta con unos 500 habitantes y está altamente organizada, alrededor de una directiva comunal escogida democráticamente, que se encarga de gestionar los programas sociales y educativos como por ejemplo los fondos de emergencia, el dispensario,... En definitiva refleja la voluntad de una población de superar el olvido crónico al que han sido sometidos, una situación común en la población rural tanto de El Salvador como de Centroamérica. 
Desde sus inicios la mujer ha tenido un papel muy activo, tanto con su trabajo en el núcleo familiar, como su participación en la junta directiva y en la cooperativa. En el año 1995 las Naciones Unidas escogieron Nueva Esperanza como proyecto ejemplar de organización y desarrollo.

## Historia
1980 - 1982
Fruto de la dura represión del ejército aumenta el número de muertos y desaparecidos. Unos 200 campesinos se refugian en los sótanos de la Iglesia de San Roque, en San Salvador: “Allí nos sentimos muy unidos todos. Eramos demasiados, en condiciones infrahumanas y cercados por el ejército que no nos dejaba ver el sol".
1982 - 1991
Gracias a la ayuda internacional, pueden salir hacia Nicaragua. Trabajan en varias cooperativas y para muchos de ellos representa la posibilidad de recibir una formación a pesar de la situación económica de Nicaragua.
1991
El 20 de marzo de 1991 regresan a El Salvador protegidos por el Alto Comisionado de las Naciones Unidas para los Refugiados (ACNUR). A pesar de la oposición del gobierno se instalan en una antigua hacienda y le dan el nombre de Nueva Esperanza. Rápidamente se organizan para dar cobertura a las necesidades más urgentes: sanidad, educación y cultivo de las tierras. A la vez se organizan con otros asentamientos de la zona.

## La educación
La educación ha sido una prioridad desde el principio. Los maestros populares, en buena parte mujeres, han sido una pieza clave para suplir las deficiencias del sistema. Su tasca no ha sido fácil ya que se han tenido que capacitar fuera de las horas de clase, a menudo los fines de semana.
El Padre Ángel Arnaiz, dominico español que desde los inicios ha vivido con la comunidad ha sido uno de los impulsores de todo el proyecto educativo.
La ayuda internacional ha permitido construir una escuela de primaria que da servicio a Nueva Esperanza y a otras comunidades vecinas. La buena gestión de los fondos recogidos permite que el transporte escolar sea gratuito.
El año 1999 la Comunidad da un paso adelante iniciando las clases de secundaria mientras se terminan las obras del Instituto Esperanza Bajo Lempa.
La culminación de todo el proceso educativo ha sido el inicio de un programa de becas universitarias que ha permitido a una veintena de jóvenes de la comunidad terminar diferentes licenciaturas.

## La cooperativa
Los Acuerdos de Paz de 1992 representaron el inicio de una reforma agraria para redistribuir la propiedad de las tierras, hasta entonces controladas por las “catorce familias”. Después de muchos obstáculos, en 1999, Nueva Esperanza consiguió adquirir el derecho de propiedad como cooperativa.
cooperativa 	
La cooperativa está organizada alrededor de una directiva que tiene que hacer frente a los precios impuestos por el mercado y a las adversidades climáticas (sequías e inundaciones).
A pesar de todas las dificultades. la cooperativa les ha asegurado la supervivencia y el mantenimiento de la propiedad de las tierras.
La producción se centra mayoritariamente en el maíz y la caña de azúcar. También cultivan otros productos básicos para el propio consumo.
La producción agrícola también se complementa con la ganadería, aunque ésta tiene un peso menor.

## Yacimientos arqueológicos precolombinos
Recientemente, en abril de 2014, fueron halladas en los límites de la comunidad tres tumbas prehispánicas de por lo menos 1,600 años de antigüedad. El descubrimiento viene en adición a otro hallazgo realizado en 2007, cuando se descubrió importante sitio arqueológico. Lo novedoso del descubrimiento más reciente es que las osamentas se encuentran bien conservadas por la ceniza de la caldera de lago de Ilopango y en posiciones (algunos en posición sentada) similares a las de restos encontrados en los sitios de Kaminaljuyú (Guatemala) y Teotihuacán (México).
Por la investigación que aún se conduce y que encabeza el arqueólogo japonés Akira Ichikawase, se sabe que las osamentas en posición sentada, que son las terceras que se encuentran en El Salvador, ya que en 2009 otra similar fue descubierta en las ruinas de Tazumal, fronterizo con Guatemala, significa que se “trataba de personalidades y gente que estaba en la cúspide de una estructura organizativa”.